# Диференціальна теорія Галуа
Диференціальна теорія Галуа — розділ математики, що вивчає групи Галуа диференціальних рівнянь.

## Передумови та основна ідея
У 1830-их роках Ліувілль створив теорію інтегрування в елементарних функціях, важливим досягненням якої було доведення неможливості взяття в елементарних функціях інтегралів від таких функцій, як
{\displaystyle f(x)=e^{-x^{2}},}
{\displaystyle f(x)={\frac {\sin x}{x}},}
{\displaystyle f(x)=x^{x}.}
Слід мати на увазі, що поняття елементарної функції — лише угода. Якщо додати функцію помилок до класу елементарних функцій, то первісна від функції {\displaystyle f(x)=e^{-x^{2}}} стане елементарною. Тим не менш, можна нескінченно так розширювати клас елементарних функцій, але завжди залишатимуться функції, первісні яких не належать до елементарних функцій[джерело?].
Узагальнення його ідей на початку XX століття привело до створення диференціальної теорії Галуа, яка, зокрема, дозволяє з'ясувати, чи має функція первісну, виражену через елементарні функції. Диференціальна теорія Галуа заснована на теорії Галуа. Алгебрична теорія Галуа досліджує розширення алгебричних полів, а диференціальна теорія Галуа — розширення диференціальних полів, тобто полів, для яких уведено диференціювання, {\displaystyle {\mathcal {D}}}. У диференціальній теорії Галуа багато схожого з алгебричною теорією Галуа. Істотна відмінність цих побудов у тому, що в диференціальної теорії Галуа використовують матричні групи Лі, а в алгебричній теорії Галуа — скінченні групи.

## Визначення
Для будь-якого диференціального поля {\displaystyle F} існує підполе
{\displaystyle \operatorname {Con} F=\{f\in F\mid {\mathcal {D}}f=0\},}
яке називають полем констант {\displaystyle F}. Для двох диференціальних полів {\displaystyle F} і {\displaystyle G} поле {\displaystyle G} називають логарифмічним розширенням {\displaystyle F}, якщо {\displaystyle G} є простим трансцендентним розширенням {\displaystyle F} (тобто {\displaystyle G=F(t)} для деякого трансцендентного {\displaystyle t}), так що
{\displaystyle {\mathcal {D}}t={\frac {{\mathcal {D}}s}{s}}} для деякого {\displaystyle s\in F}.
Це різновид логарифмічної похідної. Для інтуїтивного розуміння можна уявити {\displaystyle t} як логарифм деякого {\displaystyle s} із {\displaystyle F}, і тоді ця умова аналогічна правилу взяття похідної складеної функції. При цьому потрібно мати на увазі, що логарифм, який міститься в {\displaystyle F}, Не обов'язково єдиний; поряд із ним можуть бути кілька різних «логарифмоподібних» розширень {\displaystyle F}. Аналогічно, експоненційним розширенням називають трансцендентне розширення, яке задовольняє формулу
{\displaystyle {\mathcal {D}}t=t{\mathcal {D}}s.}
Таким чином можна уявити цей елемент як експоненту від {\displaystyle s} з {\displaystyle F} . Зрештою, {\displaystyle G} називається елементарним диференціальним розширенням {\displaystyle F}, якщо є кінцевий ланцюжок підполів від {\displaystyle F} до {\displaystyle G}, де кожне розширення є алгебраїчним, логарифмічним чи експоненційним.

## Приклади
Константами поля {\displaystyle \mathbb {C} (x)} раціональних функцій однієї змінної з диференціюванням за цією змінною є комплексні числа {\displaystyle \mathbb {C} }.

## Основна теорема
Припустимо, що {\displaystyle F} і {\displaystyle G} — диференціальні поля, для яких {\displaystyle \operatorname {Con} F=\operatorname {Con} G}, і {\displaystyle G} є елементарним диференціальним розширенням {\displaystyle F}. Нехай {\displaystyle a\in F}, {\displaystyle y\in G} і крім того, {\displaystyle {\mathcal {D}}y=a} (тобто, {\displaystyle G} містить первісну {\displaystyle a}). Тоді існують {\displaystyle c_{1},\dots ,c_{n}\in \operatorname {Con} F}, {\displaystyle u_{1},\dots ,u_{n},v\in F} такі, що
{\displaystyle a=c_{1}{\frac {{\mathcal {D}}u_{1}}{u_{1}}}+\dots +c_{n}{\frac {{\mathcal {D}}u_{n}}{u_{n}}}+{\mathcal {D}}v.}
Інакше кажучи, «елементарну первісну» мають лише ті функції, які мають вигляд, зазначений у теоремі. Таким чином, теорема стверджує, що лише елементарні первісні є «простими» функціями плюс скінченне число логарифмів простих функцій.